# Fondation Hans Hartung et Anna-Eva Bergman
La Fondation Hans Hartung et Anna-Eva Bergman – dite aussi Fondation Hartung-Bergman – est une fondation privée reconnue d’utilité publique, créée par décret le 16 février 1994, selon les vœux du couple d’artistes Hans Hartung (1904-1989) et Anna-Eva Bergman (1909-1987). Son siège est situé à Antibes, dans le département des Alpes-Maritimes, dans ce qui fut la propriété des artistes conçue selon leurs plans et composée d’une villa et de deux ateliers. La Fondation Hartung-Bergman a pour mission de veiller à la conservation et au rayonnement des œuvres des deux artistes.

## La Fondation

### Histoire et architecture
En 1961, Hans Hartung et Anna-Eva Bergman font l’acquisition d’une oliveraie de deux hectares sur les hauteurs d’Antibes avec pour projet de concevoir une maison et deux ateliers. La construction débute en 1968 pour s’achever en 1973. Cette année-là, le couple quitte l’appartement-atelier qu’il occupait rue Gauguet dans le 14e arrondissement de Paris depuis 1959 et s’installe à Antibes. Hartung et Bergman y vivent et y travaillent jusqu’à leurs décès. 
Créée en 1994, la Fondation Hartung-Bergman constitue la plus importante collection d’œuvres des deux artistes : tableaux, œuvres sur papier, estampes, photographies, céramiques. Elle conserve également un important fonds d’archives qui viennent documenter les œuvres : coupures de presse, carnets, agendas, correspondances professionnelles et privées, bibliothèques…

### Administration et missions
La Fondation Hartung-Bergman est administrée par un conseil d’administration présidé par Daniel Malingre. Elle a eu pour premier directeur François Hers, de 1994 à 2014. En février 2014, Thomas Schlesser  prend sa suite à la tête de l’institution. 
La Fondation Hartung-Bergman a pour première mission de conserver les fonds d’œuvres et d’archives des deux artistes et de contribuer à leur rayonnement en portant des projets d’expositions et de publications en partenariat avec différentes institutions culturelles françaises et étrangères. Elle ouvre également ses archives aux historiens de l’art et organise des séminaires de recherches. Elle établit les catalogues raisonnés des œuvres des artistes. Elle possède un service d’expertise qui établit des certificats d’authenticité. 